# Dixanadu
Dixanadu è un disco dei Moi dix Mois.

## Tracce DISCO 1 DIXANADU
1. Dispell bound - 3:05
2. Angelica - 5:00
3. Metaphysical - 3:41
4. Exclude - 3:41
5. Last Temptation - 4:18
6. Immortal Madness - 1:22
7. Neo Pessimist - 3:48
8. Xanadu - 4:44
9. A Lapis Night's Dream (SE) - 0:28
10. Lamentful Miss - 3:49
11. Lilac of Damnation - 4:09
12. Sacred lake (SE) - 1:38

## Tracce limited edition

### Tracce CD 1 DIXANADU
1. Dispell bound - 3:05
2. Angelica - 5:00
3. Metaphysical - 3:41
4. Exclude - 3:41
5. Last Temptation - 4:18
6. Immortal Madness - 1:22
7. Neo Pessimist - 3:48
8. Xanadu - 4:44
9. A Lapis Night's Dream (SE) - 0:28
10. Lamentful Miss - 3:49
11. Lilac of Damnation - 4:09
12. Sacred lake (SE) - 1:38

### Tracce CD 2 LAMENTFUL MISS
1. Lamentful Miss - 4:12
2. Perish - 4:48
3. Forbidden - 3:24
4. Lamentful Miss(Instrumental) - 4:11
5. Perish (Instrumental) - 4:48
6. Forbidden (Instrumental) - 3:19

## Tracce limited edition LP

### Tracce DISCO 1 DIXANADU
1. Dispell bound - 3:05
2. Angelica - 5:00
3. Metaphysical - 3:41
4. Exclude - 3:41
5. Last Temptation - 4:18
6. Immortal Madness - 1:22
7. Neo Pessimist - 3:48
8. Xanadu - 4:44
9. A Lapis Night's Dream (SE) - 0:28
10. Lamentful Miss - 3:49
11. Lilac of Damnation - 4:09
12. Sacred lake (SE) - 1:38

### Tracce DISCO 2 LAMENTFUL MISS
1. Lamentful Miss - 4:12
2. Perish - 4:48
3. Forbidden - 3:24
4. Lamentful Miss(Instrumental) - 4:11
5. Perish (Instrumental) - 4:48
6. Forbidden (Instrumental) - 3:19